# Sphyrospermum haughtii
Sphyrospermum haughtii är en ljungväxtart som beskrevs av A. C. Smith. Sphyrospermum haughtii ingår i släktet Sphyrospermum och familjen ljungväxter. Inga underarter finns listade i Catalogue of Life.